# XVIII Giochi dei piccoli stati d'Europa
I XVIII Giochi dei piccoli stati d'Europa si sono disputati a Budua, in Montenegro, dal 27 al 31 maggio 2019. Questa è stata la prima edizione dei Giochi ospitata dal Montenegro fin dal suo ingresso nella competizione avvenuto nel 2009.

## I Giochi

### Stati partecipanti
- Andorra
- Cipro
- Islanda
- Liechtenstein
- Lussemburgo
- Malta
- Monaco
- Montenegro
- San Marino

#### Stato osservatore
- Città del Vaticano[3]

### Sport
Sono presenti 10 discipline sportive, con 113 eventi.
- Atletica leggera (37)
- Beach volley (2)
- Bocce (4)
- Judo (11)
- Nuoto (38)
- Pallacanestro (2)
- Pallavolo (2)
- Tennis (5)
- Tennistavolo (6)
- Tiro (6)

## Calendario
| ● | Cerimonia di apertura |  | Competizioni | ● | Finali | ● | Cerimonia di chiusura |

| Maggio/Giugno         | 27 Lun                | 28 Mar | 29 Mer | 30 Gio | 31 Ven | 1 Sab | Totale |     |
| --------------------- | --------------------- | ------ | ------ | ------ | ------ | ----- | ------ | --- |
| Atletica leggera      | Atletica leggera      |        |        | 11     | 11     | 15    |        | 37  |
| Beach volley          | Beach volley          |        | ●      | ●      | ●      | 2     |        | 2   |
| Bocce                 | Bocce                 |        | ●      | 1      | 3      |       |        | 4   |
| Judo                  | Judo                  |        | 9      |        | 2      |       |        | 11  |
| Nuoto                 | Nuoto                 |        | 12     | 12     | 14     |       |        | 38  |
| Pallacanestro         | Pallacanestro         |        | ●      | ●      | ●      | ●     | 2      | 2   |
| Pallavolo             | Pallavolo             |        | ●      | ●      | ●      | ●     | 2      | 2   |
| Tennis                | Tennis                |        | ●      | ●      | ●      | ●     | 5      | 5   |
| Tennistavolo          | Tennistavolo          |        | ●      | 2      | 2      | ●     | 2      | 6   |
| Tiro                  | Tiro                  |        |        | ●      | 3      | 3     |        | 6   |
| Totale medaglie d'oro | Totale medaglie d'oro |        |        |        |        |       |        | 113 |
| Cerimonie             | Cerimonie             | ●      |        |        |        |       | ●      |     |
| Maggio/Giugno         | 27 Lun                | 28 Mar | 29 Mer | 30 Gio | 31 Ven | 1 Sab | Totale |     |

## Medagliere
| Pos.   | Paese         | Oro | Argento | Bronzo | Totale |
| ------ | ------------- | --- | ------- | ------ | ------ |
| 1      | Lussemburgo   | 26  | 27      | 24     | 77     |
| 2      | Islanda       | 21  | 27      | 16     | 64     |
| 3      | Cipro         | 19  | 13      | 23     | 55     |
| 4      | Monaco        | 15  | 13      | 20     | 48     |
| 5      | Montenegro    | 15  | 6       | 14     | 35     |
| 6      | Liechtenstein | 9   | 5       | 6      | 20     |
| 7      | Malta         | 6   | 12      | 9      | 27     |
| 8      | Andorra       | 3   | 4       | 11     | 18     |
| 9      | San Marino    | 1   | 4       | 7      | 12     |
| Totale | Totale        | 115 | 111     | 130    | 356    |